# One Hundred Years of Film
One Hundred Years of Film ( 一百年電影有限公司) est une société de production cinématographique hongkongaise fondée en 1999 par le producteur Charles Heung et filiale de China Star Entertainment Group.

## Histoire
One Hundred Years of Film est fondée en 1999 par Charles Heung et emploie des réalisateurs tels que Johnnie To, Ringo Lam ou Tsui Hark pour son plan initial de produire 100 films en trois ans. La société continue à ce jour à produire de nombreux films pour la China Star Entertainment Group, une société également fondée par Heung en 1992.

## Films
Le premier long métrage de la société est Needing You... (2000) de Johnnie To et Wai Ka-fai. Depuis, elle a produit plus de 50 longs métrages aux côtés de China Star, dont beaucoup sont des succès au box-office tels que Election et sa suite Election 2, Love on a Diet, Running on Karma, Driving Miss Wealthy (en), et La Brassière.